# شاهزاده‌خانم قورباغه
شاهزاده‌خانم قورباغه (انگلیسی: The Frog Princess) یک افسانهٔ معروف در فرهنگ‌های گوناگون است که در آن، شاهزاده‌ای به همسری دختری درمی‌آید که ابتدا به شکل قورباغه ظاهر می‌شود. این داستان در گونه‌شناسی افسانه‌ها به شمارهٔ ATU 402 (عروس حیوانی) تعلق دارد. نسخه‌های مختلف این افسانه در روسیه، اوکراین، یونان، ایتالیا، لهستان، فنلاند و دیگر نقاط اروپا و آسیا روایت شده‌اند.

## خلاصه داستان رایج
در نسخه‌های شرقی، مانند افسانهٔ روسی، پادشاه به سه پسر خود دستور می‌دهد که با تیراندازی، محل یافتن همسر آیندهٔ خود را مشخص کنند. پسر کوچک‌تر، ایوان، تیر خود را به داخل باتلاقی می‌اندازد و تیر توسط یک قورباغه پیدا می‌شود. به ناچار با او ازدواج می‌کند.
پادشاه از عروس‌های آینده می‌خواهد که وظایفی مانند بافتن فرش، پختن نان یا شرکت در ضیافت شاهانه را انجام دهند. قورباغه، با استفاده از جادو، همهٔ وظایف را بهتر از عروس‌های دیگر انجام می‌دهد. او شب‌ها پوست قورباغه را کنار می‌گذارد و به دختری زیبا و دانا به نام واسیلیسا خردمند تبدیل می‌شود.
شاهزاده ایوان از دیدن زیبایی او شگفت‌زده می‌شود و پوست قورباغه را می‌سوزاند تا او برای همیشه انسان بماند. اما واسیلیسا با ناراحتی می‌گوید که اگر اندکی صبر می‌کرد، نفرین شکسته می‌شد، ولی اکنون باید به سرزمین کوشچی، جادوگر جاودان، برگردد. ایوان در پی او سفر می‌کند و از بابا یاگا (جادوگر زن روسی) راهنمایی می‌گیرد و در نهایت او را نجات می‌دهد.

## نسخه‌های مختلف

### روسیه
در افسانه‌های روسی، این داستان بسیار محبوب است. در برخی روایت‌ها، واسیلیسا دختر کوشچی یا بابا یاگا است. در یک نسخهٔ قرن هجدهمی، سه شاهزاده با تیراندازی به‌دنبال همسر می‌گردند و ایوان کوچک‌ترین آن‌هاست. پوست قورباغه سه روز دیگر می‌سوخت و نفرین شکسته می‌شد، اما با سوزاندن زودهنگام، واسیلیسا ناپدید می‌شود.

### اوکراین
در یک نسخهٔ اوکراینی، شاهزاده با قورباغه‌ای ازدواج می‌کند که دختری جادویی و دختر شاه دریاست. در پایان، شاهزاده به جستجوی او می‌رود و با گذر از خانه‌های سه بابا یاگا، در نهایت او را می‌یابد.

### فنلاند
در داستان فنلاندی «قورباغه به‌عنوان عروس»، شاهزاده‌ای به نام توهکیمو (معادل مردانهٔ سیندرلا) با قورباغه‌ای ازدواج می‌کند که شب‌ها تبدیل به شاهزاده‌خانم می‌شود. پس از سوزاندن پوست قورباغه، او به همراه خواهران قو‌مانندش پرواز می‌کند و شاهزاده باید در سفری دشوار او را بازیابد.

### ایتالیا
در نسخهٔ ایتالیایی، به‌جای تیر، از تیرکمان استفاده می‌شود. قورباغه با جادو کارهای شاهانه را انجام می‌دهد و در پایان تبدیل به شاهزاده‌خانمی زیبا می‌شود.

### لهستان
در یک روایت لهستانی، قورباغه شاهزاده‌خانمی است که برای در امان ماندن از دشمنان مادرش، در پوست حیوانی مخفی شده است. پس از سوختن پوست، او می‌گریزد و شاهزاده باید از سه جادوگر پیر کمک بگیرد تا او را بازگرداند.

### یونان
در نسخهٔ یونانی، عروس حیوانی لاک‌پشت است. همچنین موجوداتی مانند فوک، خارپشت دریایی و گورگون‌ها در برخی نسخه‌های یونانی این نقش را دارند.

### آذربایجان
در نسخهٔ آذربایجانی، به‌جای تیر، شاهزاده‌ها با پرتاب سیب به انتخاب همسر می‌پردازند؛ رسمی که در قرن هفدهم میان مغول‌های منطقه رایج بوده است.

## تحلیل داستان

### نوع‌شناسی
این داستان تحت نوع ATU 402 (عروس حیوانی) طبقه‌بندی می‌شود و در نسخه‌های اسلاوی شرقی، پس از سوزاندن پوست قورباغه، داستان وارد مرحلهٔ دوم (نوع ATU 400، جستجوی همسر گمشده) می‌شود. این ترکیب دو نوع داستان در افسانه‌های روسی رایج است.

### شخصیت شاهزاده‌خانم قورباغه
در برخی تحلیل‌ها، شاهزاده‌خانم قورباغه نماد زنی دانا، هنرمند و جادویی است. کارهایی مانند پخت نان یا بافت فرش، به توانمندی‌های زنانه در فرهنگ سنتی اشاره دارند. برخی پژوهشگران، پوست قورباغه را نمادی توتمی یا جادویی دانسته‌اند.
در فرهنگ اسلاوی، قورباغه نماد موجودی جادویی، زنانه و مرتبط با آب، باران و جادوست. در برخی روایت‌ها، دختر کوشچی جاودانه یا بابا یاگا است که نقش‌های قوی جادویی دارند.

### الگوهای روایت
در افسانه‌های شرقی (اسلاوی، یونانی، ترکی، هندی)، انتخاب همسر با تیراندازی یا انداختن سیب صورت می‌گیرد، در حالی که در اروپای غربی، دنبال‌کردن پر یا توپ رایج است.

## نسخه‌های ادبی و اقتباس‌ها
- در سال ۱۹۱۱ نسخه‌ای با عنوان «شاهزادهٔ دانا» توسط موریس برینگ منتشر شد.
- فیلم شوروی «واسیلیسا زیبا» (۱۹۳۹) و نسخهٔ انیمیشن آن (۱۹۷۷) بر اساس این افسانه ساخته شده‌اند.
- شاهزاده‌خانم قورباغه در سریال‌هایی مانند «حکایت‌های افسانه‌ای برای هر کودک» و کمیک «هل‌بوی» نیز ظاهر شده است.
- رمان «رقص وحشیانه» اثر ژولیت مری‌لیر (۲۰۰۷) بازآفرینی مدرن این داستان است.